# Hydriastele variabilis
Hydriastele variabilis là loài thực vật có hoa thuộc họ Arecaceae. Loài này được (Becc.) Burret mô tả khoa học đầu tiên năm 1937.